# قائمة أطول المباني في لندن

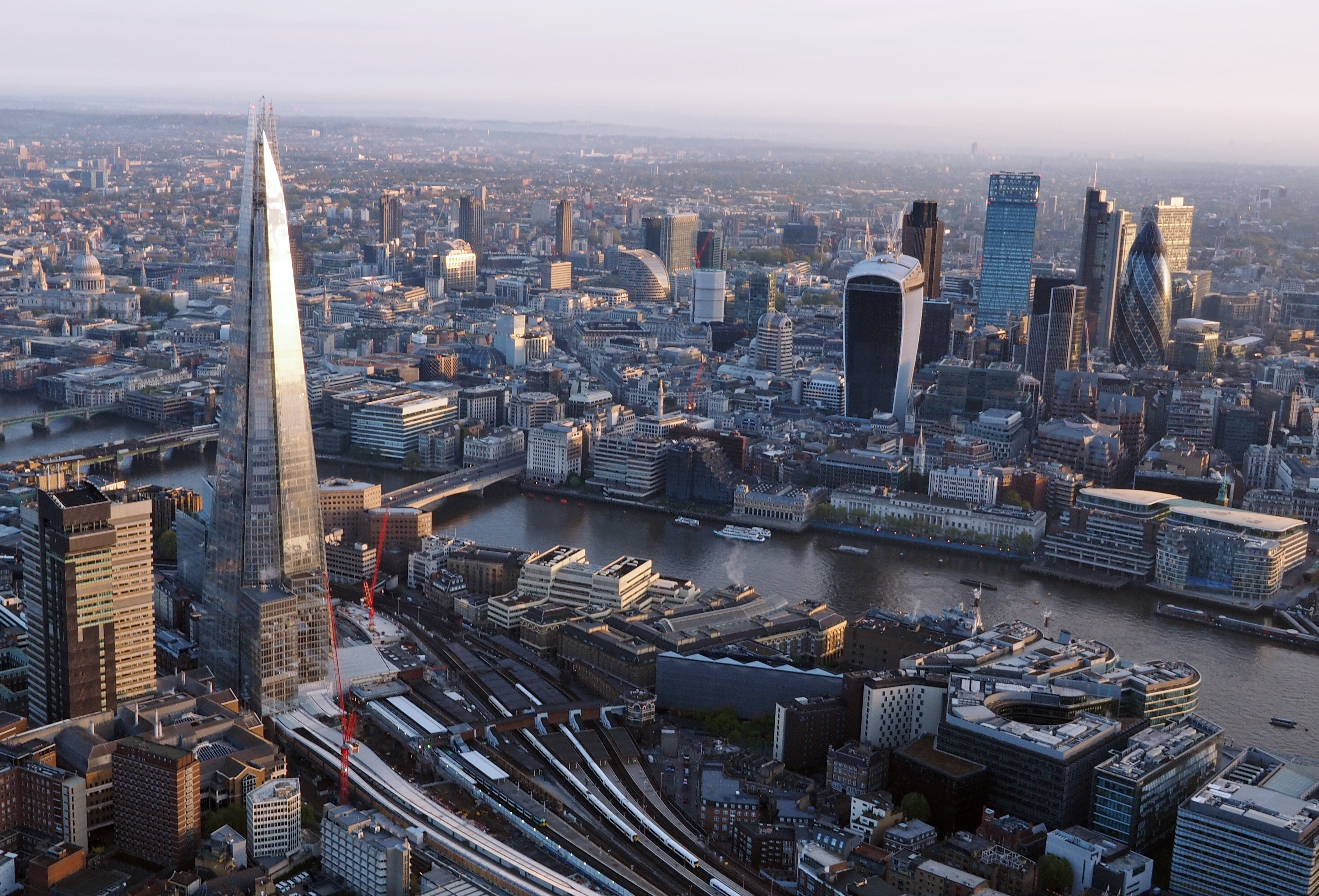
لندن في عام 2014، ويظهر فيها برج شارد مع خط أفق مدينة لندن

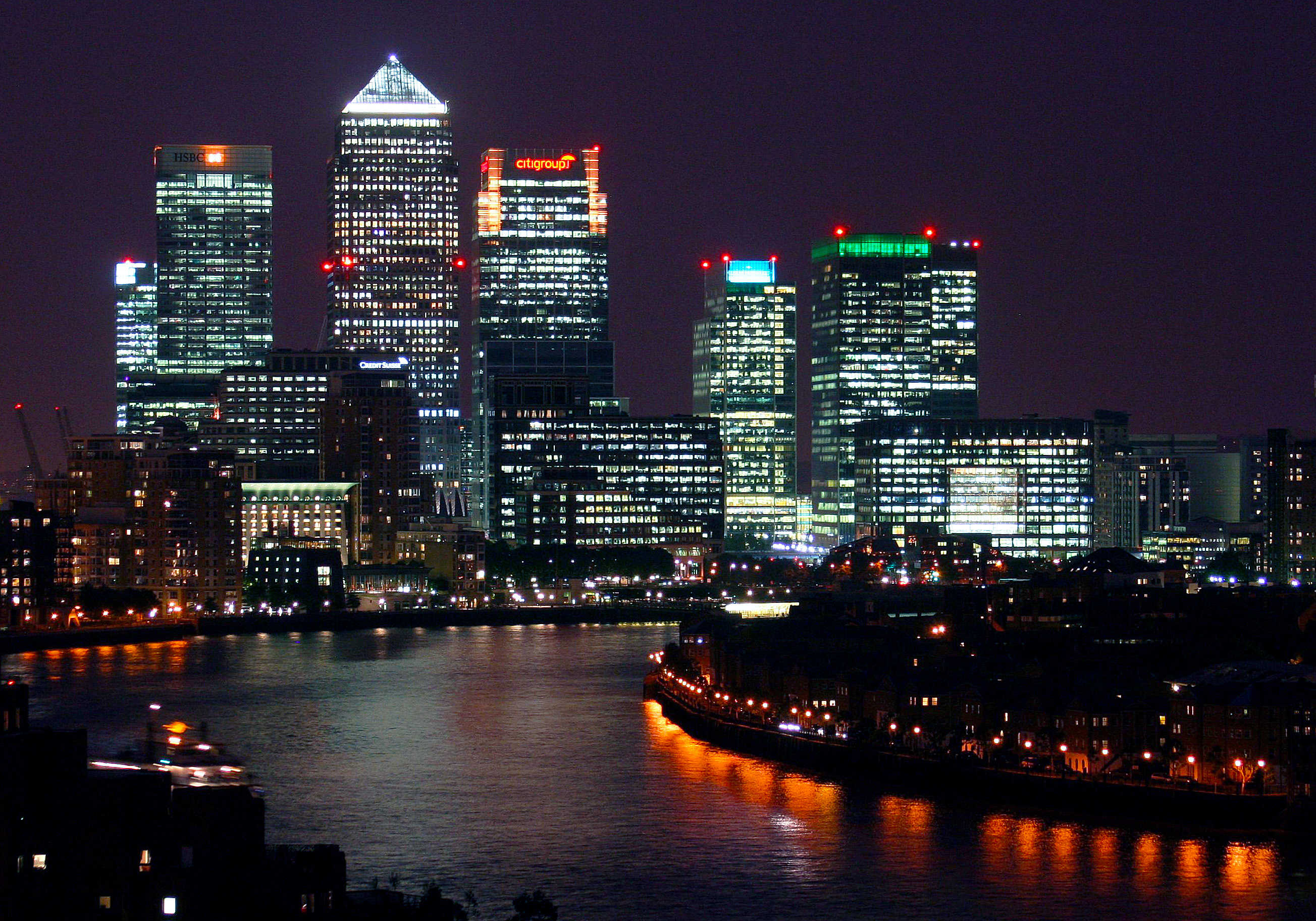
كناري وارف ليلا

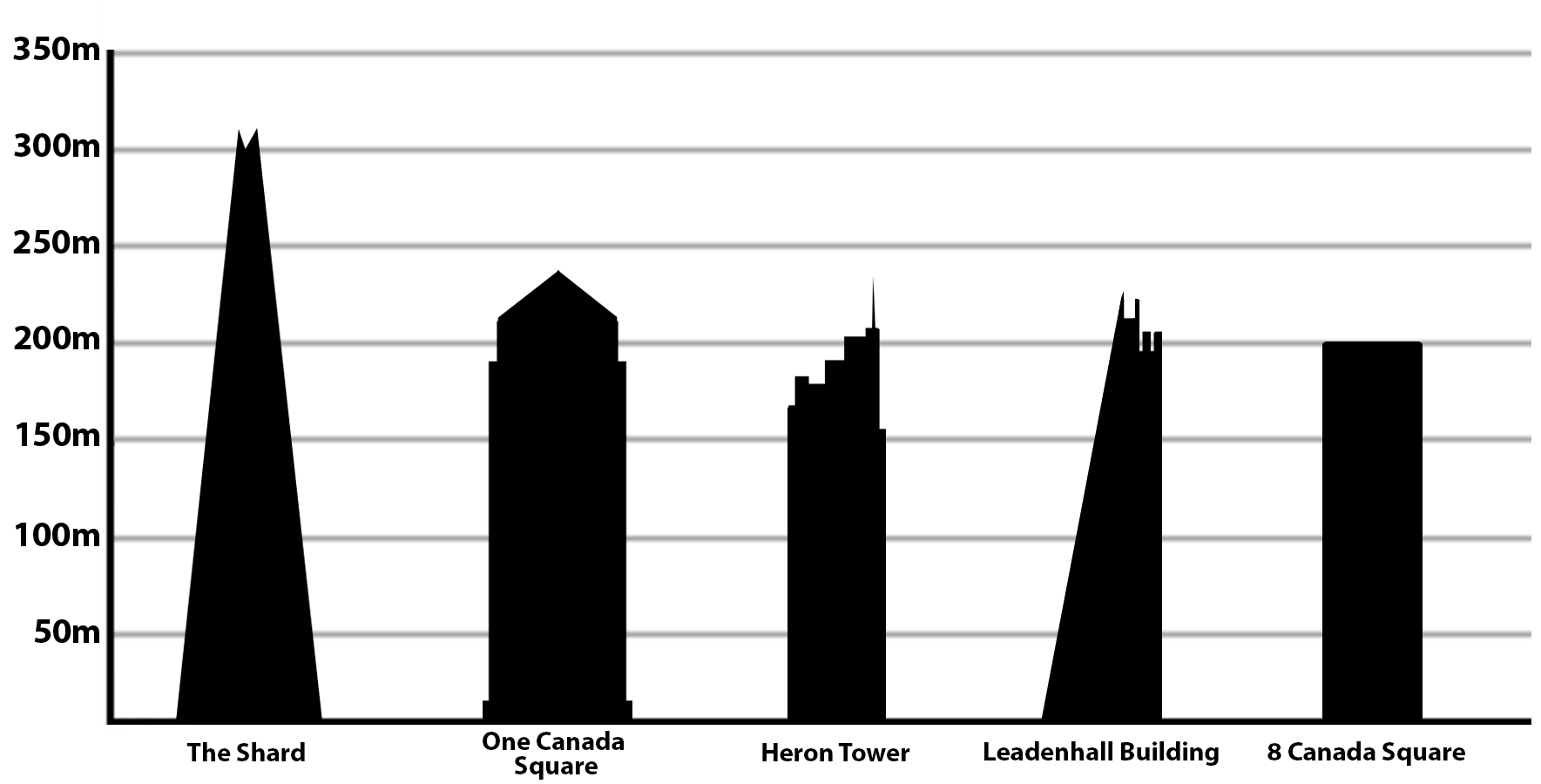
أطول المباني في لندن.

هذه قائمة مرتبة لأطول المباني والمنشآت من ناطحات السحاب والأبراج في لندن على حسب الارتفاع. اعتباراً من عام 2010م. أطول مبنى في لندن هو برج شارد، الذي يبلغ ارتفاعه 309.6 متراً (1016 قدماً)، مما يجعله أطول مبنى سكني في أوروبا آنذاك. أما ثاني أطول مبنى هو وان كندا سكوير في كناري وارف، والذي يبلغ ارتفاعه 235 متراً (771 قدماً) واكتمل في عام 1991م. أما ثالث أطول مبنى هو برج هيرون في مدينة الحي المالي في لندن، الذي بلغ ارتفاعه في عام 2010 حوالي 230 متر (755 قدم)، غير متضمنا في ذلك ارتفاع الهوائي الخاص به.
منطقة لندن الكبرى حاليا تعتبر في نفس مستوى منطقة العاصمة باريس كمنطقة حضرية في الاتحاد الأوروبي لاحتوائها معظم ناطحات السحاب. اعتبارا من عام 2016، هناك 18 ناطحة سحاب في لندن والتي تصل إلى ارتفاع لا يقل عن 150 متر (492 قدم)، ويوجد 19 ناطحة سحاب في باريس (مقارنة ب 15 في فرانكفورت، وأحد عشر في وارسو وخمسة في كل من مدريد وميلان).
تاريخ الهياكل المرتفعة في لندن بدأ مع الانتهاء من البرج الأبيض (برج وايت) 27 مترا (89 قدما)، وهو جزء من برج لندن، في 1098 . أول هيكل يتجاوز ارتفاع الـ 100 متر (328 قدم) كانت كاتدرائية سانت بول القديمة.التي تم انهاؤها في 1310، وقفت عند ارتفاع 150 متر (492 قدم). وكان مبنى القديس بولس أطول مبنى في العالم حتى 1311، عندما تم تجاوز ارتفاعه كاتدرائية لينكولن في لينكولن. ثم استعاد اللقب عندما سقطت كاتدرائية لينكولن في 1549 . على الرغم من أن برج كاتدرائية سانت بول قد دمره البرق في 1561، فإنها لا يزال واقفا كأطول مبنى في لندن،  ثم أصبح أطول مبنى في العالم هو كاتدرائية ستراسبورغ في ستراسبورغ، فرنسا. بعد ذلك تضررت سانت بول بشدة من جراء حريق لندن الكبير في 1666 . ثم ذهب لقب أطول مبنى في لندن إلى كاتدرائية ساوثوورك، والتي تبلغ ارتفاع 50 مترا (164 قدم)  ولم يوجد هيكل في لندن ارتفع مرة أخرى فوق 100 متر حتى 1710، عندما تم الانتهاء من كاتدرائية القديس بولس الحالية. وعلى ارتفاع 111 متر (364 قدم)، ظلت الكاتدرائية أطول مبنى في لندن حتى قد تم تخطيها في عام 1962 من قبل برج BT ، الذي تم انهاؤه في عام 1964، وافتتح رسميا في عام 1965 .
وقد تم بناء عدد قليل من ناطحات السحاب في لندن قبل أواخر القرن 20، بسبب القيود المفروضة على ارتفاعات المباني من قبل قانون البناء في لندن عام 1894، والتي أعقبها بناء القصور المكونه من 14 طابقا للملكة آن. على الرغم من القيود المفروضة منذ فترة طويلة في ذلك الحين، لا تزال هناك لوائح صارمة للحفاظ على الواجهات الخارجية وحمايتها، خصوصا كاتدرائية القديس بولس، وبرج لندن، وقصر وستمنستر، وكذلك لتتوافق مع متطلبات الهيئة العامة للطيران المدني.
وتسبب رفع قيود الارتفاع إلى حدوث طفرة في بناء الأبراج الشاهقة خلال 1960 . كان واحدا من أول المباني الشاهقة البارزة في لندن الذي بلغ ارتفاعه 117 (384 قدم) هو سنتر بوينت، الذي تم انهاؤه في عام 1966 . وبرج ويستمنستر الوطني (التي يسمى الآن برج 42) جاء في عام 1980، والذي يبلغ ارتفاعه 183 متر (600 قدم) وقد أصبح أول «ناطحة سحاب» حقيقية في لندن وفقا للمعايير الدولية. [بحاجة لمصدر] وأعقبه في عام 1991 برج كندا سكوير، والذي شكل محور تطوير كناري وارف. وبعد توقف دام 10 عاما، ظهرت عدة ناطحات السحاب الجديدة في سماء لندن: منها 8 كندا سكوير، 25 كندا سكوير (كلاهما يقع في كناري وارف)، هيرون، وان تشرشل، برج برودجيت وبرج 30 سانت ماري. بعض من الجوائز تم منحها لـ 30 سانت ماري من ضمنها جائزة ناطحة سحاب ايمبوريس في عام 2003  وجائزة ستيرلنغ للعمارة في عام 2004.
مع السبق الذي حققته أبراج كناري وارف وبتشجيع من عمدة لندن السابق كين ليفينغستون، تم إنشاء اتجاه بناء الأبراج المرتفعة المتجددة في السنوات الأخيرة. اعتبارا من شهر سبتمبر عام 2016، كان هناك 79 من الهياكل قيد الإنشاء أوالتي تم اقتراحها في لندن والتي لا يقل ارتفعها عن 100 مترا، بما في ذلك برج الضفة الجنوبية الذي تم زيادة ارتفاعه بعدد 11 طابق، وتصدر معماريا في عام 2016 .
ومبنى 1 Undershaft ، من المفترض أن يكون محور تطوير ناطحات السحاب العنقودية في لندن، وهو أطول ناطحة سحاب مقترحة في لندن حاليا. . يوجد أيضا في نفس المدينة، ناطحة سحاب في شارع 100-112 Leadenhall ، وهي مصممة من قبل مجموعة المهندسين المعماريين SOM ، وهي في المراحل الأولى من التصميم والتخطيط.

## أطول المباني والمنشآت
هذه القائمة المرتبة تنازليا لناطحات سحاب لندن المكتملة من الخارج والأبراج القائمة بذاتها التي تبلغ 328 قدم على الأقل (100 م) في الارتفاع، وذلك على أساس الارتفاع القياسي لها. وهذا الجدول يشمل الأبراج والتفاصيل المعمارية ولكنه لا يشمل الهوائي الخاص بكل برج. وعلامة يساوي (=) بعد المرتبة بين اثنين أو أكثر من المباني يشير إلى نفس الارتفاع. يشير العمود «السنة» للسنة التي تم فيها الانتهاء من المبنى.
| الترتيب | الاسم                      | الصوره                      | الارتفاع (متر/قدم) | الأدوار | السنة | الاستخدام     | الموقع        | ملاحظات |
| ------- | -------------------------- | --------------------------- | ------------------ | ------- | ----- | ------------- | ------------- | --- |
| 1       | برج شارد                   |                             | 309.6 / 1,016      | 87      | 2012  | مختلط         | ساوثوورك      | أطول ناطحة سحاب في المملكة المتحدة وأيضا أطول في الاتحاد الأوروبي.                                                             |
| 2       | وان كندا سكوير             |                             | 235 / 771          | 50      | 1991  | إداري         | جزيرة دوجز    | أطول مبنى في الحي التجاري كناري وارف                                                                                           |
| 3       | برج هيرون                  |                             | 230 / 756          | 46      | 2011  | إداري         | مدينة لندن    | أطول مبنى في مدينة الحي المالي في لندن.                                                                                        |
| 4       | 122 شارع ليدنهول           |                             | 225 / 737          | 46      | 2014  | إداري         | مدينة لندن    | ثاني أطول مبنى في مدينة لندن.                                                                                                  |
| 5       | برج إرسال كريستال بالاس    | Crystal Palace Transmitter ‏ | 720                | لا يوجد | 1950  | برج إرسال     | كريستال بالاس | أطول مبنى في لندن تم لانتهاء منه في 1950 .                                                                                     |
| 6=      | 8 كندا سكوير               |                             | 200 / 655          | 42      | 2002  | إداري         | جزيرة دوجز    | أطول سادس بناء مشترك في المملكة المتحدة. المعروف أيضا باسم برج HSBC .                                                          |
| 6=      | 25 كندا سكوير              |                             | 200 / 655          | 42      | 2002  | إداري         | جزيرة دوجز    | أطول سادس بناء مشترك في المملكة المتحدة. المعروف أيضا باسم برج سيتي جروب                                                       |
| 8       | برج 42                     |                             | 183 / 600          | 47      | 1980  | إداري         | مدينة لندن    | سابع أطول ناطحة سحاب في المملكة المتحدة. أطول مبنى في لندن تم الانتهاء منه في 1980 . كان يعرف سابقا باسم برج ناتويست.          |
| 9       | برج سانت جورج وارف         |                             | 181 / 594          | 49      | 2013  | سكني          | فوكسهول       | ويشمل توربينات الرياح الصغيرة التي يساعد على توليد الطاقة للمبنى.                                                              |
| 10      | 30 سانت ماري               |                             | 180 / 590          | 40      | 2003  | إداري         | مدينة لندن    | كان يعرف سابقا باسم مبنى سويس ري. الملقب ب "الخيارة".                                                                          |
| 11      | برج BT                     |                             | 177 / 581          | 34      | 1964  | برج إرسال     | حي كامدن      | أطول مبنى في لندن تم الانتهاء منه في 1960 .                                                                                    |
| 12      | بر برودجيت                 |                             | 164 / 539          | 35      | 2008  | إداري         | مدينة لندن    | [ 29 ] [ 30 ] |
| 13      | 20 شارع فينتشيرش           |                             | 160 / 525          | 37      | 2014  | إداري         | مدينة لندن    | الملقب ب " جهاز اتصال لاسلكي ".                                                                                                |
| 14      | وان تشرشل                  |                             | 156 / 513          | 32      | 2004  | إداري         | جزيرة دوجز    | ثاني عشر، أطول ناطحة سحاب في المملكة المتحدة.                                                                                  |
| 15=     | 25 شارع البنك              |                             | 153 / 502          | 33      | 2003  | إداري         | جزيرة دوجز    | [ 33 ] [ 34 ] |
| 15=     | 40 شارع البنك              |                             | 153 / 502          | 33      | 2003  | إداري         | جزيرة دوجز    | [ 35 ] [ 36 ] |
| 17      | برج إرسال كرويدون          |                             | 152 / 499          | لا يوجد | 1964  | برج إرسال     | كرويدون       | [ 37 ] [ 38 ] |
| 18      | 10 شارع البنك العلوي       |                             | 151 / 495          | 32      | 2003  | إداري         | جزيرة دوجز    | [ 39 ] [ 40 ] |
| 19      | برج ساوث بانك              |                             | 150 / 492          | 45      | 2015  | سكني          | ساوث بانك     | بني في 1972؛ زاد طوله من 108M إلى 150M وتم الانتهاء منه في مايو 2016.                                                          |
| 20      | برج بالتيمور وارف *        |                             | 149 / 489          | 46      | 2016  | سكني          | جزيرة دوجز    | تم انهاؤه هيكليا |
| 21=     | برج شبه الجزيرة الشرقي     |                             | 147 / 484          | 48      | 2008  | سكني          | جزيرة دوجز    | [ 49 ] [ 50 ] |
| 21=     | برج ستارتا                 |                             | 147 / 484          | 43      | 2010  | سكني          | قلعة الفيل    | الملقب ب "الشفرة". |
| 23      | برج جايز                   |                             | 143 / 469          | 34      | 1974  | مستشفى        | ساوثورك       | أطول مبنى مستشفى في العالم. أطول مبنى في لندن في 1970                                                                          |
| 24      | 22 مارش وول البرج الشرقي   |                             | 140 / 458          | 44      | 2010  | سكني          | جزيرة دوجز    | |
| 25      | برج بروفيدانس              |                             | 136 / 446          | 44      | 2015  | سكني          | بلاك وول      | سابقا كان سيمى مبنى كيبيك. وتصدر معماريا في عام 2015 . تم الانتهاء في سبتمبر 2016 .                                            |
| 26      | عين لندن                   |                             | 135 / 443          | 44      | 1999  | عجلة فيريس    | ساوث بانك     | أطول عجلة فيريس في العالم من عام 1999 إلى عام 2006 .                                                                           |
| 27      | ساحة الزعفران              |                             | 134 / 440          | 44      | 2015  | سكني          | كرايدون       | [ 61 ] [ 62 ] |
| 28=     | 150 شارع العليا، ستراتفورد |                             | 133 / 436          | 42      | 2013  | سكني          | ستراتفورد     | [ 63 ] |
| 28=     | ملعب ويمبلي                |                             | 133 / 436          | 66      | 2007  | ملعب          | ويمبلي        | ثاني أطول ملعب في العالم. |
| 30      | 25 تشرشل                   |                             | 130 / 428          | 23      | 2014  | إداري         | جزيرة دوجز    | [ 66 ] [ 67 ] |
| 31      | سيتي بوينت                 |                             | 127 / 417          | 36      | 1967  | إداري         | مدينة لندن    | [ 68 ] [ 69 ] |
| 32      | مبنى ويليس                 |                             | 125 / 410          | 26      | 2007  | إداري         | مدينة لندن    | [ 70 ] [ 71 ] |
| 33=     | 40 مارش وول*               |                             | 124 / 406          | 39      | 2016  | فندق          | جزيرة دوجز    | تم انهاؤه هيكليا. والمنتظر أن يصبح أطول مبنى بين جميع الفنادق في المملكة المتحدة.                                              |
| 33=     | وان ايلفانت                |                             | 124 / 406          | 37      | 2015  | سكني          | قلعة الفيل    | سابقا كان سانت ماري. تم انهاؤه في يونيو عام 2016.                                                                              |
| 33=     | برج ايستون                 |                             | 124 / 408          | 36      | 1970  | إداري         | ايستون        | [ 76 ] [ 77 ] |
| 36=     | برج كرومويل                |                             | 123 / 404          | 42      | 1973  | سكني          | مدينة لندن    | [ 78 ] [ 79 ] |
| 36=     | برج لودرديل                |                             | 123 / 404          | 43      | 1974  | سكني          | مدينة لندن    | [ 80 ] [ 81 ] |
| 36=     | برج شكسبير                 |                             | 123 / 404          | 43      | 1976  | سكني          | مدينة لندن    | [ 82 ] [ 83 ] |
| 39      | برج شبه الجزيرة الغربي     |                             | 122 / 400          | 39      | 2008  | سكني          | جزيرة دوجز    | [ 84 ] [ 85 ] |
| 40      | فوكسهول سكاي جاردنز *      |                             | 120 / 394          | 35      | 2016  | سكني          | فوكسهول       | تم انهاؤه هيكليا |
| 41      | برج ميلبنك                 |                             | 119 / 390          | 33      | 1963  | إداري         | وستمنستر      | [ 87 ] [ 88 ] |
| 42      | سانت هيلين                 |                             | 118 / 387          | 28      | 1969  | إداري         | مدينة لندن    | كان يعرف سابقا باسم برج أفيفا.                                                                                                 |
| 43=     | سنتر بوينت                 |                             | 117 / 385          | 35      | 1967  | إداري         | وست اند       | واعتبارا من عام 2015، تحول إلى الاستخدام السكني.                                                                               |
| 43=     | بناء الدولة الإمبراطورة    |                             | 117 / 385          | 31      | 1961  | إداري         | محكمة ايرل    | وقفت في الأصل على ارتفاع 100 متر (328 قدم) قبل تمديد ارتفاعه في عام 2003 .                                                     |
| 45      | برج لوكسيون                |                             | 116 / 380          | 36      | 2015  | سكني          | إزلينغتون     | 261 شارع المدين. تم انهاؤه هيكليا من عام 2015.                                                                                 |
| 46      | أرسيلور ميتال أوربت        |                             | 115 / 377          | 2       | 2012  | منصة عرض      | ستراتفورد     | [ 100 ] |
| 47      | محطة باترسي                |                             | 113 / 370          | 10      | 1953  | صناعي         | باترسي        | [ 101 ] [ 102 ] |
| 48      | هيرون                      |                             | 112 / 367          | 35      | 2013  | سكني          | مدينة لندن    | المعروف أيضا باسم محكمة ميلتون.                                                                                                |
| 49      | كاتدرائية سانت بول         |                             | 111 / 364          | لا يوجد | 1710  | ديني          | مدينة لندن    | أطول مكان للعبادة في لندن. تم انهاؤه في لندن في 1700 كأطول هيكل.                                                               |
| 50      | برج الدولار الخليجي        |                             | 109 / 358          | 31      | 2016  | سكني          | جزيرة دوجز    | [ 106 ] [ 107 ] |
| 51      | 1 الرصيف الغربي الهندي     |                             | 108 / 354          | 36      | 2004  | إداري         | جزيرة دوجز    | [ 108 ] [ 109 ] |
| 52      | مركز شل                    |                             | 107 / 351          | 26      | 1961  | إداري         | ساوث بانك     | [ 110 ] [ 111 ] |
| 53=     | 33 كندا سكوير              |                             | 105 / 344          | 18      | 1999  | إداري         | جزيرة دوجز    | [ 112 ] [ 113 ] |
| 53=     | سكاي فيو تاور*             |                             | 105 / 345          | 35      | 2016  | سكني          | ستراتفورد     | الأطول بين أبراج كابيتال المطورة. تم انهاؤه هيكليا.                                                                            |
| 53=     | نيدو سبيتالفيلدز           |                             | 105 / 344          | 34      | 2009  | سكني (للطلبة) | مدينة لندن    | [ 116 ] |
| 53=     | بايونير بوينت شمال الفورد  |                             | 105 / 344          | 31      | 2011  | سكني          | الفورد        | [ 117 ] [ 118 ] |
| 57=     | 99 بيشوبس                  |                             | 104 / 340          | 26      | 1976  | سكني          | مدينة لندن    | [ 119 ] [ 120 ] |
| 57=     | برج أونتاريو               |                             | 104 / 340          | 29      | 2007  | سكني          | بلاك وول      | [ 121 ] [ 122 ] |
| 59      | برج فيكتوريا               |                             | 102 / 336          | لا يوجد | 1858  | حكومي         | ويستمنستر     | أطول مبنى غير ديني في العالم عندما تم انهاؤه. وفي لندن كان أطول هيكل في 1800 . 102m هو الارتفاع المعماري، ارتفاع السقف 98.5m . |
| 60=     | منزل بورتلاند              |                             | 101 / 331          | 29      | 1963  | إداري         | وستمنستر      | [ 125 ] [ 126 ] |
| 60=     | لندن هيلتون في بارك لين    |                             | 101 / 331          | 28      | 1963  | فندق          | ويست اند      | |
| 60=     | سكايلاين وودبيري داون      |                             | 101 / 331          | 31      | 2015  | سكني          | هانكي         | [ 127 ] |
| 60=     | محكمة وان أنجل             |                             | 101 / 331          | 24      | 2017  | إداري         | مدينة لندن    | تم إعادة تجديد 97 م من المبني                                                                                                  |
| 64      | برج البورصة                |                             | 100 / 328          | 27      | 1970  | إداري         | مدينة لندن    | [ 130 ] [ 131 ] |

- تشير إلى انه لا يزال قيد الإنشاء، ولكن لم يتم انهاؤه هيكليا

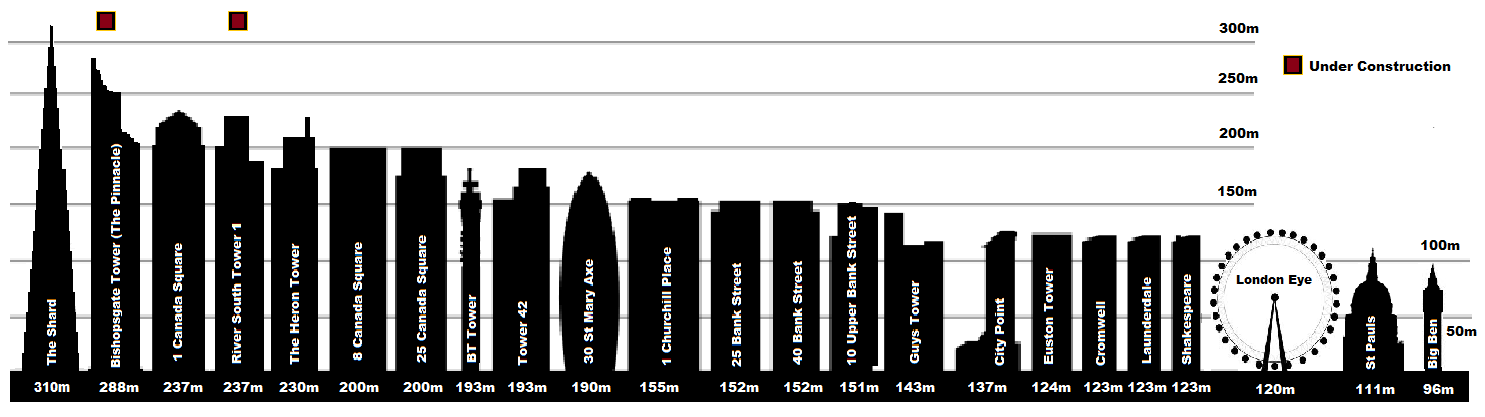
مجموعة المباني التي تغطي أفق لندن ، بما في ذلك بعض المباني التي ما تزال قيد الإنشاء أو قيد الانتظار

## أطول مباني تحت الإنشاء، تم الموافقة عليها، واقتراحها

### تحت التشييد
قائمة للمباني التي تعتبر قيد الإنشاء في لندن ومن المقرر أن يبلغ ارتفاعها 328 قدم على الأقل (100 م). تحت المباني البناء التي سبق أن تصدرت معماريا والمذكورة بالأعلى:
| الاسم                                  | الصورة | الارتفاع    | الأدوار | السنة | الاستخدام | الموقع             | ملاحظات |
| -------------------------------------- | ------ | ----------- | ------- | ----- | --------- | ------------------ | --- |
| 22 بيشوبس                              |        | 278 / 912   | 63      | 2019  | إداري     | مدينة لندن         | . المقترح القديم تم إلغاؤه، الاقتراح الجديد الذي تم الموافقة عليه في أبريل 2016. العمل الجاري، مازال قائما توقفت إمكانية البدأ بعد نتيجة استفتاء الاتحاد الأوروبي، ومع ذلك، فقد استمر العمل منذ ذلك الحين. تطبيق تصميم جديد يقلل من الارتفاع بنحو عشرين مترا و58 الطوابق العليا. |
| سباير لندن                             |        | 237 / 778   | 74      |       | سكني      | رصيف غرب الهند     | تم استبدال مقترحين في هذا الموقع - برج كولومبوس وبرج Hertsmere تطبيق 8 أكتوبر 2015، تمت الموافقة عليه في عام 2016 . |
| لاندمارك بيناكل                        |        | 233 / 765   | 75      | 2018  | سكني      | جزيرة دوجز         | الذي كان يسمى سابقا مدينة الكبرياء. وكانق قيدالانتظار، وما زالت الأساسات جارية. |
| نيوفاوندلاند (لندن)                    |        | 220 / 722   | 60      | 2018  | سكني      | جزيرة دوجز         | الكور قيد الارتفاع |
| الرصيف الجنوبي بلازا 1                 |        | 215 / 705   | 68      | 2020  | سكني      | جزيرة دوجز         | تمت الموافقة عليه في نوفمبر 2014. والمرحلة الأولى جارية. |
| برج المدينة واحد تسعة أشجار الدردار    |        | 200 / 660   | 58      | 2018  | سكني      | فوكسهول            | برج المدينة. مازال التأسيس فيه جاري. |
| ماديسون                                |        | 184 / 604   | 53      | 2019  | سكني      | جزيرة دوجز         | سابقا كان ميريديان جيت. تمت الموافقة عليه قي 2015 . والتأسيس مازال جاريا. |
| الورديان لندن (برج الشرق)              |        | 183 / 600   | 55      | 2019  | سكني      | جزيرة دوجز         | التطبيق 2013/01/17 الموافقة نوفمبر 2014 والكور قيد الارتفاع. |
| 100 بيشوبس                             |        | 172 / 564   | 40      | 2018  | إداري     | مدينة لندن         | الكور قيد الارتفاع |
| الورديان لندن (البرج الغربي)           |        | 170 / 558   | 50      | 2019  | سكني      | جزيرة دوجز         | تمت الموافقة عليه في نوفمبر 2014 الكور قيد الارتفاع. |
| 1 بلاكفريارس                           |        | 163 / 535   | 49      | 2018  | سكني      | ساوث بانك          | (1) طريق بلاكفريارس. هيكل زال في الارتفاع. |
| المكان الرئيسي                         |        | 161 / 528   | 51      | 2018  | سكني      | شورديتش            | برج سكني. الكور قيد الارتفاع. |
| برج نهر أشجار الدردار                  |        | 160 / 525   | 47      | 2018  | فندق      | فوكسهول            | برج النهر. التأسيس مازال جاريا. |
| 250 شارع المدينة، برج 1                |        | 155 / 508   | 42      | 2017  | سكني      | إزلينغتون          | التطبيق 2013/04/26، تمت الموافقة على موقع مدينة المنتدى، الكور قيد الارتفاع. |
| 1 ساحة مارشنت                          |        | 150 / 492   | 42      | 2018  | سكني      | بادينغتون          | أطول مبنى في مدينة وستمنستر |
| 10 بارك درايف (وود وارف A3)            |        | 150 / 492   | 43      | 2019  | سكني      | جزيرة دوجز         | التأسيس مازال قائما. |
| برج هيرون الغربي 2                     |        | 147 / 482   | 28      | 2019  | إداري     | جزيرة دوجز         | (1) شارع البنك. التطبيق في 24 ديسمبر 2013 . الكور قيد الارتفاع |
| ميناء بلوك المركزي (برج مين)           |        | 145 / 476   | 42      | 2018  | سكني      | جزيرة دوجز         | برج مين. التأسيس مازال جاريا. |
| حدائق مانهاتن لوفت                     |        | 143 / 472   | 42      | 2018  | سكني      | ستراتفورد          | قطعة أرض N24 ، قرية الرياضيين. الكور قيد الارتفاع |
| هاي بوينت                              |        | 142 / 468   | 44      | 2018  | سكني      | قلعة الفيل         | الكور قيد الارتفاع. |
| مياه كندا مبنى C4                      |        | 140** / 462 | 40      | 2018  | سكني      | مياه كندا          | تم بدأ أعمال التأسيس. |
| 250 شارع المدينة، برج 2                |        | 137 / 454   | 36      | 2017  | سكني      | إزلينغتون          | 2013/4/26 تطبيق وتمت الموافقة على الموقع وجاري عمل الأساسات. |
| 150 بيشوبس                             |        | 135 / 448   | 44      | 2019  | فندق      | مدينة لندن         | أعمال التأسيس جارية. وسابقا كان يسمى هيرون بلازا |
| 52 وحدة                                |        | 134 / 440   | 42      | 2017  | سكني      | قلعة الفيل         | سابقا كان يسمى منزل ايلين. الهيكل الانشائي قيد التنفيذ. |
| مبنى أطلس، 145 شارع المدينة            |        | 134 / 438   | 40      | 2018  | سكني      | هانكي              | منزل كراون. الكور قيد الارتفاع. |
| البناءالمخطط (وود وارف E2)             |        | 129 / 423   | 35      |       |           | وود وارف           | التطبيق 19 ديسمبر 2013 . الموافقة عام 2014 . |
| كيبردج لوفتس                           |        | 128 / 420   | 37      | 2019  | سكني      | فوكسهول            | تم استبدال المبنى السابق للBT بمنزل كيبردج لوفتس |
| الميناء المركزي بلوك C                 |        | 126 / 412   | 36      | 2018  | سكني      | جزيرة دوجز         | الكور قيد الارتفاع |
| نقطة تسعة أشجار الدردار                |        | 126 / 411   | 37      | 2019  | سكني      | فوكسهول            | سابقا كان برج G . هيكل فوكسهول سينسبري قيد الارتفاع. |
| تشيلسي برج الواجهة البحرية 1           |        | 122 / 400   | 37      | 2017  | سكني      | ميناء تشيلسي       | الذي كان يسمى سابقا الطريق المقسم. مازال تحت التأسيس |
| الستراتوسفير                           |        | 122 / 400   | 38      | 2017  | سكني      | ستراتفورد          | الذي كان يسمى سابقا دوائر برودواي. الهيكل قيد الارتفاع. |
| المرحلة، شورديتش                       |        | 115 / 377   | 38      | 2018  | سكني      | شورديتش            | مازال تحت التأسيس |
| القرية الشرقية E20 ، N08 الموقع تاور 2 |        | 113 / 371   | 30      | 2018  | سكني      | ستراتفورد          | جزء من تطوير قرية شرق لندن E20 . الكور قيد الارتفاع . |
| ساحة كاسون وان، ساوث بانك              |        | 113 / 371   | 37      | 2017  | سكني      | ساوث بانك          | أعمال التأسيس جارية |
| برج رام الربع                          |        | 113 / 371   | 36      | 2017  | سكني      | واندسوورث          | مازال قيد الإنشاء |
| عمارة الإمبراطورية الغربية السكنية     |        | 105 / 344   | 35      | 2017  | سكني      | مدينة وايت         | مازال قيد التأسيس |
| ريفرسايد العلوي المبنى A               |        | 104 / 341   | 31      | 2018  | سكني      | شبه الجزيرة غرينتش | أعمال التأسيس جارية . |
| ستراتفورد المركزي                      |        | 101 / 331   | 33      | 2018  | سكني      | ستراتفورد          | تم انهاء الكور . والواجهة الخارجية قيد التفيذ . |
| قرية الشرق E20 ، N08 الموقع برج 1      |        | 100 / 327   | 28      | 2018  | سكني      | ستراتفورد          | جزء من تطوير قرية شرق لندن E20. الكور قيد الارتفاع . تمت الموافقة عليه . |

### تمت الموافقة عليها
قائمة للمباني التي تمت الموافقة عليها للبناء في لندن ومن المقرر أن يبلغ ارتفعها 328 قدم على الأقل (100 م):
| الاسم                         | الارتفاع    | الأدوار | السنة | الاستخدام | الموقع       | ملاحظات |
| ----------------------------- | ----------- | ------- | ----- | --------- | ------------ | --- |
| 1 Undershaft                  | 290 / 951   | 73      |       | إداري     | مدينة لندن   | تم تقديم تطبيق التخطيط في فبراير 2016 . . وتمت الموافقة عليه في نوفمبر 2016.                                                                                     |
| برج النهر الجنوبي 1           | 237 / 778   | 45      |       | إداري     | جزيرة دوجز   | بناء على مستوى سطح الأرض . مازال قيد الانتظار . |
| الرصيف الشمالي برج 1          | 221 / 708   | 40      |       | إداري     | جزيرة دوجز   | مازال معلقا . |
| ساحة ألفا برج 1               | 216 / 709   | 64      |       | سكني      | جزيرة دوجز   | تمت الموافقة عليه في أبريل 2016 |
| وود وارف A1                   | 206 / 676   | 57      |       | سكني      | جزيرة دوجز   | 2013/12/19 التطبيق، الموافقة يوليو 2015 |
| الرصيف الشمالي برج 3          | 203 / 666   | 38      |       | إداري     | جزيرة دوجز   | [ 210 ] [ 211 ] |
| طريق انسداون 1                | 199 / 652   | 55      |       | سكني      | كرايدون      | تمت الموافقة عليه في عام 2012 . حصل على تمويل في نوفمبر عام 2015 . بعض الخطط الجديدة قدمت ورفضت عام 2016، والخطط الأصلية التي سيتم بناؤها، ابتداء من فبراير 2017 |
| وود وارف E4                   | 192 / 636   |         |       |           | وود وارف     | التطبيق 19 ديسمبر 2013 . الموافقة عام 2014. |
| الرصيف الجنوبي بلازا 4        | 192 / 630   | 56      |       | سكني      | جزيرة دوجز   | تم رفضه في البداية 12 مايو 2016، ولكن تم الحصول على إذن التخطيط في يوليو 2016 .                                                                                  |
| النهر الجنوبي برج 2           | 186 / 610   | 37      |       | إداري     | جزيرة دوجز   | البناء حتى مستوى الأرض . مازال معلقا . |
| وود وارف F1                   | 184 / 604   |         |       |           | وود وارف     | التطبيق 19 ديسمبر 2013 . الموافقة عام 2014 . |
| برج موريلو                    | 171 / 561   | 53      |       | سكني      | كرايدون      | طريق بستان الكرز |
| أيكون لندن                    | 168 / 550   | 50      | 2018  | سكني      | فوكسهول      | 2014/02/04 التطبيق، الموافقة 5 أغسطس 2014 4 وكان يسمى سابقا برج نيو بوندواي .                                                                                    |
| ساحة فوكسهول الشمالية         | 168 / 550   | 50      | 2020  | سكني      | فوكسهول      | [ 225 ] [ 226 ] |
| ساحة فوكسهول الجنوبية         | 168 / 550   | 50      | 2020  | سكني      | فوكسهول      | [ 225 ] [ 226 ] |
| 6-8 بيشوبس / 150 شارع ليندهول | 168 / 550   | 40      |       | إداري     | مدينة لندن   | تمت الموافقة عليه في يوليو عام 2015. |
| هيرون 1 الرصيف الغربي         | 166 / 545   | 39      |       | إداري     | جزيرة دوجز   | 10 شارع البنك . جاري اعداد الموقع، واستكمال البناء المقرر في 2019 .                                                                                              |
| 1 ليندهول                     | 165 / 541   | 37      |       | إداري     | مدينة لندن   | المقترح المقدم لمدينة لندن في أغسطس 2016 . وتمت الموافقة عليه في يناير 2017 . .                                                                                  |
| بانك سايد كوارتر برج 1        | 162.6 / 532 | 49      |       | سكني      | ساوث بانك    | يعتبر جزء من تطوير بانك سايد كوارتر وتم اقتراحه ليحل محل منزل لودجيت البيت ومنزل سامبسون . سيتم هدم منزل ودجيت كاملا بحلول ربيع عام 2017 . .                     |
| وود وارف J3                   | 161 / 528   |         |       |           | وود وارف     | التطبيق 19 ديسمبر 2013 . الموافقة عام 2014 . |
| وود وارف B1                   | 160 / 525   |         |       |           | وود وارف     | التطبيق 19 ديسمبر 2013 . الموافقة عام 2014 . |
| 13-14 شارع أبولد              | 156 / 512   | 45      |       | فندق      | شورديتش      | تمت الموافقة عليه في 2015 . |
| 40 شارع ليندهول               | 154 / 505   | 34      |       | إداري     | مدينة لندن   | تمت الموافقة عليه في 2015 . |
| T2 سوق كوفنت جاردن            | 154 / 505   | 45      |       | سكني      | فوكسهول      | التطبيق في 2011/4664، أقصى ارتفاع . |
| 2-3 ساحة فينسبري              | 154 / 505   | 32      |       | إداري     | مدينة لندن   | تم اقتراحه في عام 2015، وتم اضافة تغييرات طفيفة للتصميم وتمت إعادة تقديمه في عام 2016 . وتمت الموافقة عليه في أكتوبر 2016                                        |
| 6 بوابة الطريق برج 1          | 145 / 476** | 42      |       | سكني      | أكتون        | تمت الموافقة عليه في 20 يوليو 2016 |
| سكيبتون هاوس برج 1            | 143 / 469   | 39      |       | سكني      | قلعة الفيل   | تمت الموافقة عليه في يوليو 2016 |
| قرية Millharbour G3           | 142 / 466   | 45      |       | سكني      | جزيرة دوجز   | [ 244 ] |
| برج شارع Doon                 | 140 / 462   | 43      |       | سكني      | ساوث بانك    | مازال معلقا . |
| جزيرة ستراتفورد برج 1         | 140 / 462** | 42      |       | سكني      | ستراتفورد    | أطول مبنى كجزء من إعادة تطوير مركز ستراتفورد . من المتوقع أن يبدأ العمل 2017 .                                                                                   |
| فوكسهول الصليب برج 1          | 140 / 462   | 41      |       | سكني      | فوكسهول      | مازال معلقا . |
| قرية Millharbour الشرقية      | 139 / 456   | 45      |       | سكني      | جزيرة دوجز   | [ 244 ] |
| برج طريق كولدج                | 135 / 442   | 39      |       | سكني      | كرايدون      | [ 249 ] |
| T3 سوق كوفنت جاردن            | 128 / 420   | 37      |       | سكني      | فوكسهول      | التطبيق 2011/4664، أقصى ارتفاع . |
| ابراج إنفينيتي بناء B         | 127 / 400   | 35      |       | سكني      | بلاك وول     | مازال معلقا . |
| قرية Millharbour الغربية G2.1 | 126 / 413   | 37      |       | سكني      | جزيرة دوجز   | [ 244 ] |
| بيت الكاهن برج 1              | 125 / 410*  | 36      | 2016  | سكني      | باركينج      | أطول برج تم اقتراحه لتنمية وتطوير المنطقة المحيطة . تمت الموافقة عليه في 16 يناير 2017 .                                                                         |
| وان كراون برج 1               | 123 / 403   | 33      | 2020  | سكني      | شورديتش      | تمت الموافقة عليه في عام 2015 . ويتم هدم المباني الجارية حاليا. ومن المقرر الانتهاء منه عام 2020 .                                                               |
| منزل إليزابيث                 | 123 / 403   | 29      |       | إداري     | ساوث بانك    | واترلو |
| قرية Millharbour الشرقية G1.3 | 122 / 400   | 39      |       | سكني      | جزيرة دوجز   | [ 244 ] [ 253 ] |
| سنتر شل برج 1                 | 122 / 400   | 37*     |       | سكني      | ساوث بانك    | تمت الموافقة عليه |
| ميدان ألفا برج 2              | 121 / 397   | 34      |       | سكني      | جزيرة دوجز   | تمت الموافقة عليه في أبريل 2016 . |
| منزل ترابرنر بلوك A           | 120 / 394   | 32      |       | سكني      | كرايدون      | جاري اعداد الموقع |
| الرصيف الشمالي برج 2          | 120 / 394   | 18      | 2017  | إداري     | جزيرة دوجز   | [ 257 ] [ 258 ] |
| برج الزوال، غرينتش            | 118 / 387   | 32      |       |           | جزيرة جرينتش | [ 259 ] |
| قوافل برج وارف 1              | 116 / 380   | 40      |       | سكني      | ديبتفورد     | |
| الرصيف الجنوبي بلازا 2        | 115 / 378   | 35      |       | سكني      | جزيرة دوجز   | المرحلة الأولى قيد التنفيذ . |
| فوكسهول الصليب برج 2          | 115 / 368   | 32      |       | سكني      | فوكسهول      | مازال معلقا . |
| 6 بوابة الطريق برج 2          | 115 / 368** | 32      |       | سكني      | فوكسهول      | |
| قرية Millharbour الغربية G2.2 | 113 / 371   | 35      |       | سكني      | جزيرة دوجز   | [ 244 ] [ 260 ] |
| وود وارف J1                   | 112 / 367   |         |       |           | وود وارف     | التطبيق 19 ديسمبر 2013 . وتمت الموافقة عليه في عام 2014 . |
| T1 سوق كوفنت جاردن            | 109 / 358   | 31      |       | سكني      | فوكسهول      | تطبيق 2011/4664، أقصى ارتفاع . |
| الريشة                        | 109 / 359   | 31      |       | سكني      | ساوث وورك    | [ 261 ] |
| أبراج إنفينيتي المبنى A       | 108 / 345   | 29      |       | سكني      | بلاك وول     | مازال معلقا . |
| مدينة وايت المبنى السكني E1   | 107 / 351   | 30**    |       | سكني      | مدينة وايت   | أطول مبنى في المخطط . تمت الموافقة عليه عام 2015 . |
| 207-209 شورديتش شارع العليا   | 107 / 351   | 30      |       | فندق      | شورديتش      | [ 263 ] |
| وان كراون برج 2               | 107 / 351   | 29      | 2020  | سكني      | شورديتش      | المقرر الانتهاء منه عام 2020 . |
| Westferry Printworks برج 1    | 106 / 348   | 29      |       | سكني      | جزيرة دوجز   | تمت الموافقة عليها في أبريل 2016 بعد تحقيق علني . جاري هدم المباني الحالية .                                                                                     |
| منزل سبيكتون برج 2            | 106 / 348   | 25      |       | سكني      | قلعة الفيل   | تمت الموافقة عليه في يوليو 2016 ref name="southwarknews.co.uk"/>                                                                                                 |
| الإمبراطورية الغربية          | 105 / 344   | 35      | 2019  | سكني      | مدينة وايت   | يقع في مدينة وايت . بدأ العمل في مايو 2016. |
| بانك سايد كوارتر برج B        | 105 / 345   | 31      |       | سكني      | ساوث بانك    | يعتبر جزء من تطوير بانك سايد كوارتر وتم اقتراحه ليحل محل منزل لودجيت البيت ومنزل سامبسون .                                                                       |
| بوابة ويست اند                | 105 / 345   | 29      |       | سكني      | بادينغتون    | تمت الموافقة عليه في أبريل 2016 . الطول انخفض من 134 متر . كان يعرف سابقا باسم ويست إند الأخضر                                                                   |
| قرية Millharbour الغربية G4   | 102 / 334   | 32      |       |           | جزيرة دوجز   | [ 271 ] |
| مركز شل برج 2                 | 102 / 334   | 32*     |       |           | ساوث بانك    | [ 254 ] [ 255 ] |
| إنديربي برج 1                 | 102 / 334   | 29      |       | سكني      | جرينتش       | [ 272 ] |

- إدخالات الجدول دون النص تشير إلى أن المعلومات المتعلقة بالمبنى المتوقع لم تصدر بعد
  - الرقم التقريبي

## المقترح
هذا الجدول يسرد المباني المقترح بناؤها في لندن ومن المقرر أن يكون ارتفاعها على الأقل 328 قدم (100 متر). وبمجرد تقديم طلب التخطيط، سيستغرق قرار السلطة المختصة سنتين أو ثلاث سنوات .

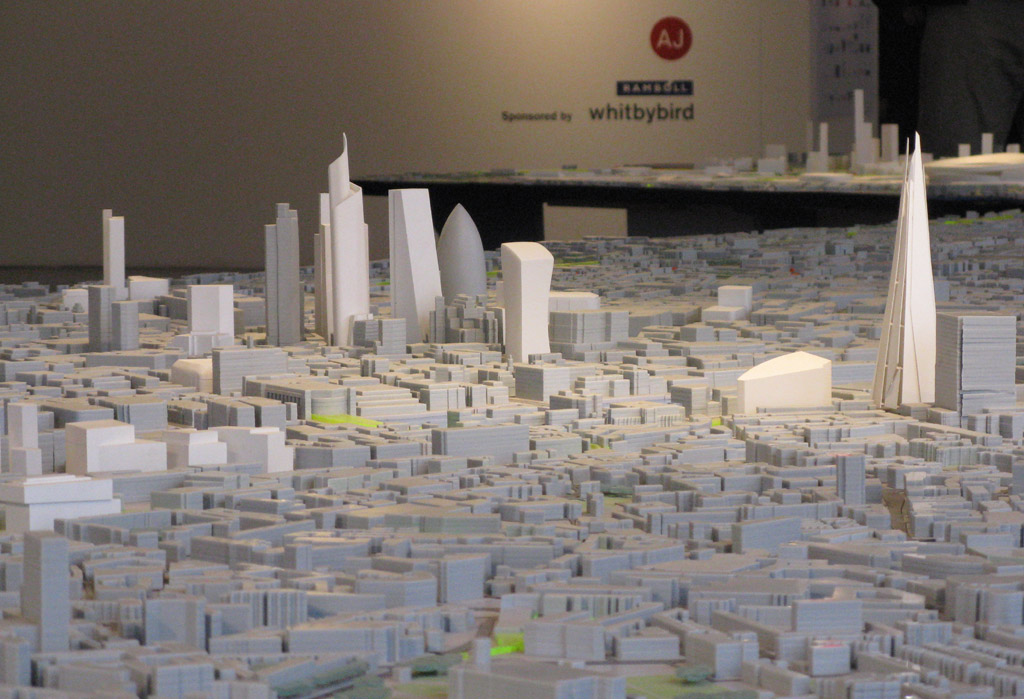
نماذج مصغرة من ناطحات السحاب المخطط لها في وسط لندن. (2012)

| الاسم                     | الارتفاع (متر/قدم) | الأدوار | السنة | ملاحظات |
| ------------------------- | ------------------ | ------- | ----- | --- |
| كواي هاوس                 | 235 / 771          | 70      | 2014  | التطبيق تم في فبراير 2014 . وتم الرفض في نوفمبر 2014 |
| 18 شارع بلاكفريارز برج 1  | 179 / 587          | 52      |       | المخطط الأصلي تمت الموافقة عليه بعد التحقيق العام . وتم اقتراح مخطط جديد عام 2015 . كما تم تغيير الاسم من 20 طريق بلاكفريارز إلى 18 طريق بلاكفريارز، وتم تقديم مقترح آخر جديد عام 2016 .                            |
| ساحة البضائع برج 1        | 166 / 545          | 46      | 2015  | تم تأجيل القرار الخاص بشأن التخطيط في أبريل 2016 . |
| وان بارك بلاس             | 162 / 531          | 32      | 2013  | مازال معلقا . |
| ستراتفورد ووترفرونت برج 1 | 160 / 525*         | 47      | 2016  | اثنين من الأبراج ويتكونوا من 47 طابقا، وهما جزء من تطوير الحديقة الأولمبية . |
| ستراتفورد ووترفرونت برج 2 | 160 / 525*         | 47      | 2016  | اثنين من الأبراج ويتكونوا من 47 طابقا، وهما جزء من تطوير الحديقة الأولمبية . |
| 225 مارش وول              | 158 / 518          | 49      | 2012  | تم تقديم الطلب في 1 أكتوبر 2012 . تغير الاسم من برج أنجل وتم وضع خطط جديدة وتم تقديمها في عام 2015، ولكن تم سحبها في يونيو 2016 بعد توصية برفض الإذن . وتم خفض الارتفاع في الخطط الجديدة إلى 158 مترا .             |
| 30 مارش وول               | 139 / 456          | 43      | 2013  | تم تقديم الطلب في 23 ديسمبر 2013. تم تخفيض الارتفاع المخطط من 183 مترا |
| 82 طريق غرب الهند         | 136 / 446          | 39      | 2016  | برج سكني |
| 18 شارع بلاكفريارز برج 2  | 136 / 446          | 32      | 2016  | وهو مبنى إداري جديد تم اقتراحه . وتمت الموافقة على المخطط الأصلي بعد التحقيق العام . وتم اقتراح مخطط جديد عام 2015 . كما تم تغيير الاسم من 20 طريق بلاكفريارز إلى 18 طريق بلاكفريارز، وتم عمل اقتراح جديد عام 2016. |
| القرية الشرقية E20 برج 1  | 135 / 443          | 36      |       | |
| القرية الشرقية E20 برج 2  | 135 / 443          | 36      |       | |
| شارع كوبا برج 1           | 134 / 440          | 41      | 2010  | تم تقديم الطلب في 9 يونيو 2011. أعيد تصميمه مع الطلب المقدم 2015 |
| 54 مارش وول               | 130 / 427          | 39      | 2014  | تم اقتراحه عام 2014 . كما تم تقديم خطط جديدة. |
| 12-20 ويفيل رود           | 126 / 414          | 37      | 2014  | التصميم القديم تمت الموافقة عليه . وتم تقديم مخطط جديد باسم جراوند ساوث الكبرى في عام 2016 |
| شيري بارك برج 1           | 121 / 397*         |         | 2015  | يعتبر أطول مبنى داخل شيري بارك في ستراتفورد، شرق لندن. |
| مركز المدينة برج 1        | 121 / 397          | 32      | 2016  | يعتبر أطول مبنى داخل مركز المدينة . وتم تقديم الطلب لتصميمه . |
| منزل مونديال              | 120 / 394*         | 35      | 2016  | 102 شارع جورج، كرويدون . تمت التوصية بالموافقة عليه . تم استبدال الاقتراح الأصلي إلى 40 طابقا . |
| مركز المدينة برج 3        | 117 / 384          | 34      | 2016  | يعتبر جزء من خطة إعادة تطوير مركز المدينة . تم تقديم الطلب لتصميمه . |
| مثلث بورو                 | 115 / 377          | 38      | 2014  | واحد من أطول مبنيين في مركز المدينة |
| رودولف بلاس               | 115 / 377          | 37      | 2015  | وهو مبنى لسكن الطلاب والمكاتب . تم تقديم التخطيط في يوليو 2016 . |
| برج فينسبري               | 105 / 344          | 28      | 2016  | 103-105 بونهيل رو . تم إرسال الطلب في عام 2016 . |
| القرية الشرقية E20 برج 4  | 103 / 338          | 29      |       | |

- الرقم التقريبي

## المباني الملغاة
هذا الجدول يسرد مقترحات لبعض المباني في لندن التي كان من المقرر أن ترتفع على الأقل 328 قدم (100 متر)، والتي تم رفض تخطيطها أو التي تم سحبها أو خلاف ذلك .
| الاسم                                 | الارتفاع (متر/قدم) | الأدوار | السنة | ملاحظات |
| ------------------------------------- | ------------------ | ------- | ----- | --- |
| برج ألفية لندن                        | 386                | 92      | 1996  | |
| برج جسر لندن (التصميم القديم)         | 366                | 87      | 2000  | [ 301 ] |
| برج باترسي ايكو                       | 300                | 40      | 2008  | [ 302 ] [ 303 ] |
| مبنى منيرفا                           | 246                | 53      | 2002  | |
| برج كولومبوس (لندن)                   | 237                | 65      | 2003  | تم استبدال التصميم المقترح بمنزل هيرتسمير                                                                                          |
| الفيل والقلعة، برج 1                  | 228                | 55      | 2001  | [ 304 ] |
| طريق لانزدون برج 1                    | 224 / 735          | 69      | 2016  | تمت الموافقة عليه في عام 2012 . وتم تلقى التمويلات في نوفمبر 2015 . والخطط الجديدة تم تقديمها في عام 2016، وتم رفضها في عام 2016 . |
| 6-8 و22-24 بيشوبسغات (التصميم الأصلي) | 216                | 50      | 2002  | [ 305 ] |
| منزل جسر لندن المطور                  | 211                | 50      | 2004  | [ 306 ] |
| برج ستراتفورد سيتي                    | 210                | 50      |       | [ 307 ] |
| سيتي بوينت (سانتياغو كالاترافا)       | 203                | 27      | 1997  | [ 308 ] |
| برج روبيماكر                          | 200                | 38      | 2001  | [ 309 ] |
| الفيل والقلعة، برج 2                  | 182                | 35      | 2001  | [ 310 ] |
| أبراج الملك كروس 1 و2                 | 180                | 44      | 1987  | [ 311 ] [ 312 ] |
| مبنى ميدان روسكين                     | 159 / 522          | 26      |       | بوابة كرايدون . |
| برج بليد، بادنجتون                    | 150                | 44      |       | [ 314 ] [ 315 ] |
| قرية سكايلاين بلوك B1                 | 148 / 486          | 45      | 2012  | تم تقديم الطلب في 7 مارس 2012 . وتم رفضه في 2013                                                                                   |
| 20 شارع بلاكفريارز برج 1              | 148 / 486          | 43      | 2016  | برج سكني، تم استبداله بمخطط 18 طريق بلاكفريارز                                                                                     |
| رام بيرواي برج 1، واندسورث            | 145 / 476          | 42      | 2008  | تم رفضه . |
| بلوك F ، إيلينغ                       | 138                | 49      |       | [ 320 ] |
| مباني فيكتوريا التبادلية 2 و7         | 134                | 42      |       | [ 321 ] [ 322 ] |
| برج كرايدون المهني                    | 134 / 440          | 29      |       | [ 323 ] |
| 70-100 طريق المدينة بلوك A            | 131 / 430          | 39      | 2008  | [ 324 ] |
| طريق لانزدون برج 2                    | 129 / 423          | 39      | 2016  | تمت الموافقة عليه في عام 2012 . وتم تلقي التمويلات في نوفمبر 2015 . كما تم تقديم خطط جديدة في عام 2016، ولكن تم رفضه في عام 2016 . |
| مقاطعة كلابفام أبراج 1و2              | 127 / 417          | 40      | 2008  | [ 325 ] [ 326 ] |
| بيشوبس بلاس مبنى 1                    | 126 / 414          | 32      | 2006  | [ 158 ] [ 327 ] |
| 31 شارع لندن                          | 125 / 410          | 35      | 2015  | ويسمى " قطب بادنجتون ". تم تخفيض الارتفاع إلى 254 م (833 قدم). في النهاية تم استبداله بتصميم آخر جديد .                            |
| منحنى تشيزويك                         | 120 / 394          | 32      | 2015  | تم رفضه في يناير 2017 . بعد أن تم إرسال الطلب . واستبدال اثنين من المخططات وإلغاء برجي الأخطبوط والبوابة .                         |
| برج شارع جون . ستراتفورد              | 116 / 381          | 30      |       | [ 332 ] |
| 1 كراون بلاس، هاكني                   | 114 / 365          | 24      | 2009  | تم سحب الطلب . |
| برج بريكفيلدس                         | 108 / 355          | 30      | 2013  | تم تصميمه ضمن مخطط المدينة البيضاء. تم إلغاؤه بعد أن اشترت الكلية الملكية الموقع .                                                 |
| ميدان والبروك مبنى 1                  | 107 / 351          | 22      | 2006  | تم إعادة تصميمه . |
| 20 شارع بلاكفريارز برج 2              | 105 / 344          | 23      | 2016  | برج إداري، والذي حل محله مبنى 18 طريق بلاكفريارز                                                                                   |
| مبنى الثالوث 3                        | 100 / 328          | 25      | 2008  | المبنى الحالي الذي سيتم تجديده .                                                                                                   |
| 4-5 ميدان رصيف المدينة الجنوبي        | 100 / 328          | 30      | 2006  | تم سحب الطلب . |

## المباني المدمرة
هذا يسرد جميع المباني المدمرة في لندن التي كانت على ارتفاع 328 قدم (100 متر) على الأقل .
| الاسم         | الصورة | الارتفاع (متر/قدم) | الأدوار | سنة الإنشاء | سنة التدمير | ملاحظات                                                            |
| ------------- | ------ | ------------------ | ------- | ----------- | ----------- | ------------------------------------------------------------------ |
| حدائق دريبيرز |        | 100 / 328          | 30      | 1967        | 2007        | صممه ريتشارد سيفيرت، وحل محله مبنى يبلغ ارتفاعه 74 مترا (243 قدم). |
| أبراج ساوثورك |        | 100 / 328          | 25      | 1976        | 2009        | حل محله برج شارد .                                                 |

## الرؤية من ناطحات السحاب
| الاسم                      | الارتفاع (متر) | الأدوار | السنة | ملاحظات                                                         |
| -------------------------- | -------------- | ------- | ----- | --------------------------------------------------------------- |
| برج هاي ايكو               | 1500           | 500     | 2007  | [ 339 ] [ 340 ]                                                 |
| برج ايكو سيتي جيت          | 485            | 108     | 2002  | [ 341 ]                                                         |
| مالوري كليفورد             | 470            | 100     | 1998  | [ 342 ]                                                         |
| الطائر الأخضر              | 442            | 83      | 1990  | [ 343 ]                                                         |
| برج حديقة ويمبلي           | 353            |         | 1890  | [ 344 ]                                                         |
| برج ألدرجيت                | 325            | 85      | 1989  | [ 345 ]                                                         |
| البرج الزجاجي              | 304            | 80      | 1852  | [ 346 ]                                                         |
| برج أواكوود                | 300            | 80      | 2016  | وهو مبني من الخشب . وتم تصميمه من قبل جامعة كامبردج بمدينة لندن |
| برج فورتكس                 | 300            | 70      | 2004  | [ 348 ]                                                         |
| الأبراج الثلاثية           | 253            | 64      | 2009  | وهم ثلاثة أبراج يبلغ ارتفاع أطولهم 253 m (830 ft)               |
| مبنى كريدت سويس بوسطن      | 250            | 50      | 1989  | [ 350 ]                                                         |
| جلنغال فيو بلاس            | 230            | 54      | 2006  | جرينتتش فيو بلاس                                                |
| برج كريكلوود               | 216            | 47      |       | [ 353 ] [ 354 ]                                                 |
| 80 & 88-104 بيشوبسغات      | 214            | 50      |       | [ 355 ]                                                         |
| شارع فولغيت (مشروع كوزموس) |                | 50      |       | [ 356 ]                                                         |
| سكاي هاوس                  | 186            | 50      |       | ارتفاعه الأصلي 350 متر                                          |
| محكمة العدل الملكية        | 165*           |         | 1865  | [ 359 ]                                                         |
| برج شركة لندن              | 150*           |         | 1944  |                                                                 |

- الارتفاع التقريبي .

## الجدول الزمني لأطول المباني والهياكل

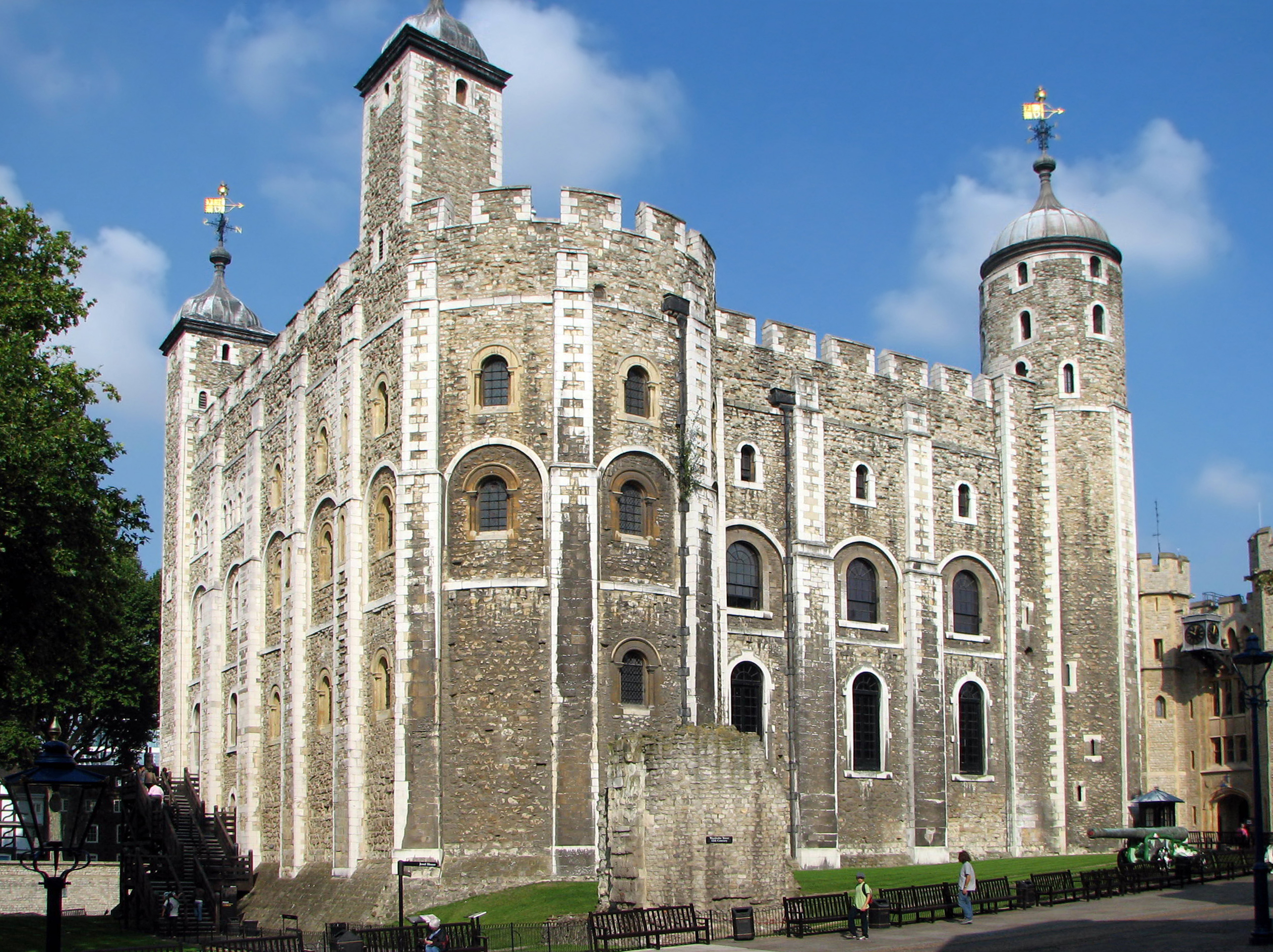
كان البرج الأبيض أطول مبنى في لندن من عام 1098 حتى عام 1310.

| الاسم                            | الموقع                 | السنوات التي ظل بها الأطول | الارتفاع (متر/قدم) | الأدوار | مراجع   |
| -------------------------------- | ---------------------- | -------------------------- | ------------------ | ------- | ------- |
| البرج الأبيض                     | برج هيل                | 1098–1310(212 سنة)         | 27 / 90            | لا يوجد | [ 3 ]   |
| كاتدرائية سانت بول القديمة       | مدينة لندن             | 1310–1666(365 سنة)         | 150 / 493          | لا يوجد | [ 4 ]   |
| كاتدرائية ساوثورك                | ساوثورك                | 1666–1677 (11 سنة)         | 50 / 163           | لا يوجد | [ 360 ] |
| النصب التذكاري لحريق لندن الهائل | مدينة لندن             | 1677–1683 (6 سنوات)        | 62 / 202           | لا يوجد | [ 361 ] |
| ست ماري - لي بو                  | مدينة لندن             | 1683–1710(27 سنة)          | 72 / 236           | لا يوجد | [ 362 ] |
| كاتدرائية سانت بول               | مدينة لندن             | 1710–1939(229 سنة)         | 111 / 365          | لا يوجد | [ 105 ] |
| محطة كهرباء باترسي               | شارع كيرتلينغ          | 1939–1950(11 سنة)          | 113 / 370          | 10      | [ 101 ] |
| محطة القصر الكريستالي للإرسال    | حديقة القصر الكريستالي | 1950–1991(41 سنة)          | 219 / 720          | لا يوجد | [ 16 ]  |
| وان كندا سكوير                   | كناري وارف             | 1991–2010(19 سنة)          | 235 / 771          | 50      | [ 363 ] |
| برج شارد                         | ساوث ورك               | 2010– حتى الحاضر (7 سنوات) | 310 / 1016         | 87      | [ 364 ] |

## روابط خارجية
- أفضل 10 أطول ناطحات السحاب في لندن
- " التخطيط الاستراتيجي للمباني العالية، رؤى إستراتيجية لأفق لندن " (PDF). سلطة لندن الكبرى. أكتوبر 2001.